# Discografia degli Yello
Questa pagina contiene l'intera discografia degli Yello, dalle origini sino ad oggi.
La band ha venduto in tutto oltre dodici milioni di copie.

## Album in studio
| Anno | Titolo                              | Chart-posizione | Chart-posizione | Chart-posizione | Chart-posizione | Chart-posizione | Classifica                            |
| Anno | Titolo                              | DE              | AT              | CH              | UK              | US              | Classifica                            |
| ---- | ----------------------------------- | --------------- | --------------- | --------------- | --------------- | --------------- | ------------------------------------- |
| 1980 | Solid Pleasure                      | —               | —               | —               | —               | —               | Prima pubblicazione: 1980             |
| 1981 | Claro que si                        | —               | —               | —               | —               | —               | Prima pubblicazione: 1981             |
| 1984 | You Gotta Say Yes to Another Excess | 26 (13 sett.)   | —               | 13 (10 sett.)   | 65 (2 sett.)    | 184 (4 sett.)   | Prima pubblicazione: 15 gennaio 1984  |
| 1985 | Stella                              | 6 (34 sett.)    | 23 (6 sett.)    | 1 (18 sett.)    | 92 (1º sett.)   | —               | Prima pubblicazione: 27 gennaio 1985  |
| 1987 | One Second                          | 11 (21 sett.)   | 6 (14 sett.)    | 4 (18 sett.)    | 48 (3 sett.)    | 92 (10 sett.)   | Prima pubblicazione: 26 aprile 1987   |
| 1988 | Flag                                | 11 (17 sett.)   | 12 (6 sett.)    | 3 (14 sett.)    | 56 (7 sett.)    | 152 (9 sett.)   | Prima pubblicazione: 30 ottobre 1988  |
| 1991 | Baby                                | 6 (17 sett.)    | 1 (11 sett.)    | 5 (14 sett.)    | 37 (2 sett.)    | —               | Prima pubblicazione: 15 giugno 1991   |
| 1994 | Zebra                               | 44 (9 sett.)    | —               | 4 (14 sett.)    | —               | —               | Prima pubblicazione: 16 ottobre 1994  |
| 1997 | Pocket Universe                     | 17 (9 sett.)    | 21 (6 sett.)    | 7 (12 sett.)    | —               | —               | Prima pubblicazione: 23 febbraio 1997 |
| 1999 | Motion Picture                      | 26 (4 sett.)    | —               | 13 (6 sett.)    | —               | —               | Prima pubblicazione: 25 ottobre 1999  |
| 2003 | The Eye                             | 98 (1º sett.)   | —               | 22 (4 sett.)    | —               | —               | Prima pubblicazione: 3 novembre 2003  |
| 2009 | Touch Yello                         | 20 (12 sett.)   | 35 (4 sett.)    | 1 (24 sett.)    | —               | —               | Prima pubblicazione: 2 ottobre 2009   |

## Raccolte
| Anno | Titolo                                            | Chart-posizione | Chart-posizione | Chart-posizione | Chart-posizione | Chart-posizione | Classifica                             |
| Anno | Titolo                                            | DE              | AT              | CH              | UK              | US              | Classifica                             |
| ---- | ------------------------------------------------- | --------------- | --------------- | --------------- | --------------- | --------------- | -------------------------------------- |
| 1992 | Essential                                         | 34 (10 sett.)   | —               | 14 (5 sett.)    | —               | —               | Prima pubblicazione: 28 settembre 1992 |
| 1995 | Essential Christmas                               | —               | —               | —               | —               | —               | Prima pubblicazione: 20 novembre 1995  |
| 2010 | Yello by Yello - The Singles Collection 1980-2010 | 24 (2 sett.)    | —               | 14 (10 sett.)   | —               | —               | Prima pubblicazione: 5 novembre 2010   |

## Remix-Album
| Anno | Titolo                             | Chart-posizione | Chart-posizione | Chart-posizione | Chart-posizione | Chart-posizione | Classifica                           |
| Anno | Titolo                             | DE              | AT              | CH              | UK              | US              | Classifica                           |
| ---- | ---------------------------------- | --------------- | --------------- | --------------- | --------------- | --------------- | ------------------------------------ |
| 1986 | 1980 - 1985, The New Mix In One Go | 20 (11 sett.)   | —               | 18 (4 sett.)    | —               | —               | Prima pubblicazione: 30 marzo 1986   |
| 1995 | Hands On Yello                     | 35 (13 sett.)   | —               | —               | —               | —               | Prima pubblicazione: 20 marzo 1995   |
| 1999 | Eccentrix Remixes                  | —               | —               | 30 (6 sett.)    | —               | —               | Prima pubblicazione: 24 gennaio 1999 |

## Extended play
| Anno | Titolo                       | Chart-posizione | Chart-posizione | Chart-posizione | Chart-posizione | Chart-posizione | Classifica                |
| Anno | Titolo                       | DE              | AT              | CH              | UK              | US              | Classifica                |
| ---- | ---------------------------- | --------------- | --------------- | --------------- | --------------- | --------------- | ------------------------- |
| 1983 | Live At The Roxy N.Y. Dec 83 | —               | —               | —               | —               | —               | Prima pubblicazione: 1984 |

## Singoli
| Anno | Titolo                                                    | Chart-posizione | Chart-posizione | Chart-posizione | Chart-posizione | Chart-posizione | Classifica                                                      |
| Anno | Titolo                                                    | DE              | AT              | CH              | UK              | US              | Classifica                                                      |
| ---- | --------------------------------------------------------- | --------------- | --------------- | --------------- | --------------- | --------------- | --------------------------------------------------------------- |
| 1983 | I Love You You Gotta Say Yes to Another Excess            | —               | —               | —               | 41 (7 sett.)    | —               | Prima pubblicazione: 23 maggio 1983                             |
| 1983 | Lost Again You Gotta Say Yes to Another Excess            | 26 (11 sett.)   | —               | 10 (12 sett.)   | 73 (4 sett.)    | —               | Prima pubblicazione: 31 ottobre 1983                            |
| 1985 | Vicious Games Stella                                      | 15 (15 sett.)   | —               | 5 (10 sett.)    | —               | —               | Prima pubblicazione: 10 marzo 1985                              |
| 1985 | Desire Stella                                             | 16 (13 sett.)   | —               | 19 (5 sett.)    | —               | —               | Prima pubblicazione: 30 giugno 1985                             |
| 1986 | Goldrush One Second                                       | 20 (9 sett.)    | —               | 9 (8 sett.)     | 54 (5 sett.)    | —               | Prima pubblicazione: 20 luglio 1986 (con Billy MacKenzie)       |
| 1987 | Call It Love One Second                                   | 14 (14 sett.)   | 19 (4 sett.)    | 6 (11 sett.)    | 91 (2 sett.)    | —               | Prima pubblicazione: 22 marzo 1987                              |
| 1987 | The Rhythm Divine One Second                              | 47 (5 sett.)    | 19 (2 sett.)    | 21 (5 sett.)    | 54 (4 sett.)    | —               | Prima pubblicazione: 19 luglio 1987 (con Shirley Bassey)        |
| 1987 | Oh Yeah Stella                                            | 47 (6 sett.)    | —               | —               | —               | 51 (11 sett.)   | Prima pubblicazione: 26. ottobre 1987                           |
| 1988 | The Race Flag                                             | 4 (22 sett.)    | 6 (20 sett.)    | 8 (15 sett.)    | 7 (14 sett.)    | —               | Prima pubblicazione: 15 maggio 1988                             |
| 1988 | Tied up Flag                                              | 38 (7 sett.)    | —               | —               | 60 (7 sett.)    | —               | Prima pubblicazione: 2 gennaio 1989                             |
| 1989 | Of Course I'm Lying Flag                                  | 48 (6 sett.)    | —               | 30 (1º sett.)   | 23 (8 sett.)    | —               | Prima pubblicazione: 14 maggio 1989                             |
| 1989 | Blazing Saddles Flag                                      | 78 (4 sett.)    | —               | —               | 47 (2 sett.)    | —               | Prima pubblicazione: 9 ottobre 1989                             |
| 1991 | Rubberbandman Baby                                        | 29 (12 sett.)   | —               | 9 (11 sett.)    | 58 (2 sett.)    | —               | Prima pubblicazione: 2 giugno 1991                              |
| 1992 | Jungle Bill Baby                                          | —               | —               | 15 (10 sett.)   | 61 (2 sett.)    | —               | Prima pubblicazione: 30 agosto 1992                             |
| 1994 | Do It Zebra                                               | —               | —               | 32 (5 sett.)    | —               | —               | Prima pubblicazione: 8 maggio 1994                              |
| 1994 | How How Zebra                                             | 96 (1º sett.)   | —               | 29 (7 sett.)    | 59 (1º sett.)   | —               | Prima pubblicazione: 9 ottobre 1994                             |
| 1995 | Bostich Hands On Yello                                    | —               | —               | 27 (7 sett.)    | —               | —               | Prima pubblicazione: 29 gennaio 1995 (WestBam’s Hands On Yello) |
| 1995 | Jingle Bells Essential Christmas - The Singles Collection | —               | —               | 34 (5 sett.)    | —               | —               | Prima pubblicazione: 19 novembre 1995                           |
| 1997 | To the Sea Pocket Universe                                | 83 (1º sett.)   | —               | 23 (9 sett.)    | —               | —               | Prima pubblicazione: 2 febbraio 1997 (con Stina Nordenstam)     |
| 2003 | Planet Dada / The Race 2003 The Eye                       | —               | —               | 75 (2 sett.)    | —               | —               | Prima pubblicazione: 20 ottobre 2003                            |
| 2009 | Part Love Touch Yello                                     | —               | —               | 15 (5 sett.)    | —               | —               | Prima pubblicazione: 2 ottobre 2009 (con Heidi Happy)           |

## Altri
- 1979: I.T. Splash - Glue Head
- 1980: Bimbo
- 1980: Night Flanger
- 1980: Bostich
- 1981: Bostich / Temptation (con The Mothmen)
- 1982: Zensation
- 1982: Pinball Cha Cha
- 1982: She's Got a Gun
- 1982: You Gotta Say Yes to Another Excess
- 1983: Let Me Cry / Haunted House
- 1983: Pumping Velvet / No More Words / Lost Again / Bostich (Extended Dance Versions)
- 1983: Heavy Whispers
- 1985: Desire
- 1990: Unbelievable (Ford Fairlane – Rock ’n’ Roll Detective Soundtrack)
- 1992: Who's Gone?
- 1992: The Race / Bostich
- 1992: Oh Yeah / Get on the Funk Train (con Munich Machine)
- 1993: Drive / Driven
- 1995: Jam & Spoon’s Hands On Yello - You Gotta Say Yes to Another Excess- Great Mission
- 1995: Tremendous Pain
- 1996: On Track (The Mixes)
- 1996: La Habanera - Hands On Yello (The Remixes)
- 1998: Vicious Games (Hardfloor Edition) (vs. Hardfloor)
- 1999: Squeeze Please
- 2004: Base for Alec
- 2006: Oh Yeah 'Oh Six